# سی‌دی-متن
سی‌دی-متن (انگلیسی: CD-Text) یک افزونه برای استانداردهای مشخصات لوح فشرده کتاب قرمز برای سی‌دی‌های صوتی است. این افزونه امکان ذخیره اطلاعات اضافی (مانند نام آلبوم، نام آهنگ و نام هنرمند) را بر روی یک سی‌دی صوتی مطابق با استاندارد فراهم می‌کند.
مشخصات سی‌دی-متن در استاندارد مجموعه دستورهای چندرسانه‌ای نسخه ۳ R01 (MMC-3) که در سپتامبر ۱۹۹۶ منتشر شد و توسط سونی پشتیبانی شد، گنجانده شد. همچنین این مشخصات به نسخه‌های جدید کتاب قرمز اضافه شد. متن واقعی در قالبی ذخیره می‌شود که با سیستم انتقال متن تعاملی (ITTS) سازگار است و در استاندارد IEC 61866 تعریف شده است. استاندارد ITTS همچنین در قالب MiniDisc، فناوری پخش صوتی دیجیتال و نوار کاست دیجیتال اعمال می‌شود.

## حافظه
اطلاعات سی‌دی-متن در زیرکانالهای R تا W روی دیسک ذخیره می‌شود. این اطلاعات معمولاً در زیرکانال‌های ناحیه لید-این دیسک ذخیره می‌شود، جایی که تقریباً ۵ کیلوبایت فضای موجود است. همچنین می‌توان آن را در ناحیه اصلی برنامه دیسک (جایی که تراک‌های صوتی قرار دارند) ذخیره کرد، که می‌تواند حدود ۳۱ مگابایت اطلاعات ذخیره کند. از آنجایی که زیرکانال‌های R تا W در مشخصات کتاب قرمز برای لوح فشرده‌های صوتی استفاده نمی‌شوند، توسط تمامی پخش‌کننده‌های CD خوانده نمی‌شوند، که این امر مانع از خواندن اطلاعات سی‌دی-متن توسط برخی دستگاه‌ها می‌شود.

## قالب
داده‌های سی‌دی-متن به صورت پراکنده بین مستندات MMC-3 و سونی تعریف شده‌اند. توضیحات زیر از توصیف GNU libcdio استفاده می‌کند.
در پایین‌ترین سطح، سی‌دی-متن در واحدهای «پک» ۱۸ بایتی ذخیره می‌شود؛ این بخش در پیوست J از MMC-3 تعریف شده است. هر پک شامل ۴ بایت هدر (شاخص نوع، مرجع شماره ترک، شمارنده ترتیبی، شماره بلوک و شاخص موقعیت کاراکتر [BNCPI])، ۱۲ بایت محموله، و ۲ بایت CRC است. شاخص نوع از 0x80 تا 0x8F متغیر است، ۱۳ مقدار تعریف شده به شرح زیر هستند:
1. 0x80 - عنوان آلبوم
2. 0x81 - نام هنرمند
3. 0x82 - نام آهنگ/عنوان تراک
4. 0x83 - نام نویسنده/ترانه‌سرا
5. 0x84 - نام آهنگساز
6. 0x85 - نام تنظیم‌کننده
7. 0x86 - پیام/یادداشت
8. 0x87 - کپی‌رایت
9. 0x88 - سال انتشار
10. 0x89 - ژانر
11. 0x8A - توالی بیتی CD-TEXT
12. 0x8B - دومین ژانر
13. 0x8C - ISRC (کد استاندارد ضبط بین‌المللی)

BNPCI برای تعریف اطلاعاتی که در یک بسته نمی‌گنجد، استفاده می‌شود. این اطلاعات می‌تواند متن یا داده باینری باشد. همچنین BNPCI نشان می‌دهد که آیا متن به صورت تک‌بایتی یا دوبایتی است در بیت بالایی. این موضوع تعیین می‌کند که رشته‌های خاتمه‌یافته با نال چگونه تعریف شوند – یک یا دو بایت از 0x00. (توجه: حالت DBCS به ندرت، اگر اصلاً استفاده شود، استفاده می‌شود. مدیریت خاص نال آن برای صفحات کد DBCS کامپیوتری ضروری نیست، زیرا آنها «هیبرید» با ASCII و سازگار با رفتار NUL هستند. UTF-16 می‌تواند استفاده مورد نظر باشد)
برای انواع بلوک‌های ذکر شده به عنوان "کاراکتر" (طبق MMC-3)، بارگذاری یک رشته ساده خاتمه‌یافته با نال است. (MMC-3 در اینجا گیج‌کننده نوشته شده است – آن رمزگذاری را به عنوان "ASCII" در جدول نوع بسته توصیف می‌کند با وجود اینکه بعداً به پرچم BNCPI که رفتار آن را تغییر می‌دهد اشاره می‌کند) توصیفات فیلدهای باینری مبهم هستند، اما توسعه‌دهندگان GNU libcdio یا آنها را به بخش‌هایی از MMC-3 مطابقت داده‌اند یا توصیفات جدیدی بر اساس نمونه سونی نوشته‌اند.
لایه دیگری از مشخصات رمزگذاری در این سطح بارگذاری یافت می‌شود، در بلوک SIZE_INFO. در اینجا ممکن است اولین بایت برای نشان دادن رمزگذاری، ASCII، لاتین-۱ یا "MS-JIS" استفاده شود. این توسط ابزارهای اصلی نویسندگی سونی پشتیبانی می‌شود.

Compact Disc Text

| Type | Keyword    | Description                                         | Section | Format    |
| ---- | ---------- | --------------------------------------------------- | ------- | --------- |
| 0x84 | ARRANGER   | Name(s) of the arranger(s)                          | Any     | Character |
| 0x83 | COMPOSER   | Name(s) of the composer(s)                          | Any     | Character |
| 0x86 | DISK_ID    | Disc Identification information                     | Disk    | Binary    |
| 0x87 | GENRE      | Genre Identification and Genre information          | Disk    | Binary    |
| 0x8e | ISRC       | International Standard Recording Code of each track | Track   | Character |
| 0x85 | MESSAGE    | Message from the content provider and/or artist     | Any     | Character |
| 0x81 | PERFORMER  | Name(s) of the performer(s)                         | Any     | Character |
| 0x82 | SONGWRITER | Name(s) of the songwriter(s)                        | Any     | Character |
| 0x80 | TITLE      | Title of album name or track titles                 | Any     | Character |
| 0x88 | TOC_INFO   | Table-of-content information                        | Disk    | Binary    |
| 0x89 | TOC_INFO2  | Second table-of-content information                 | Disk    | Binary    |
| 0x8e | UPC_EAN    | UPC/EAN code of the album                           | Disc    | Character |
| 0x8f | SIZE_INFO  | Size information of the block                       | Any     | Binary    |